# 133077 Jirsík
133077 Jirsík è un asteroide della fascia principale. Scoperto nel 2003, presenta un'orbita caratterizzata da un semiasse maggiore pari a 2,2470440 UA e da un'eccentricità di 0,0442182, inclinata di 4,01706° rispetto all'eclittica.